# Takada Sizuo
Takada Sizuo (japánul 高田 静夫, Hepburn-átírással Takada Shizuo, nyugaton Shizuo Takada; Tokió, 1947. augusztus 5. –) japán nemzetközi labdarúgó-játékvezető. Polgári foglalkozása: pszichológus, nemzetközi sportvezető.

## Pályafutása

### Labdarúgóként
A középiskolás korától labdarúgó. A Tokiói Egyetemen labdarúgó csapatában 1970–1973 között középpályás poszton játszott.

### Nemzeti játékvezetés
A játékvezetői vizsgát 1973-ban tette le. A küldési gyakorlat szerint rendszeres partbírói tevékenységet is végzett. 1973-tól a 4. osztályban, 1976-tól a 2. osztályban irányított mérkőzéseket. 1980-ban lett az I. Liga játékvezetője. 1993–1994 között a J liga bírója. A nemzeti játékvezetéstől 1994-ben vonult vissza.

### Nemzetközi játékvezetés
A Japán labdarúgó-szövetség Játékvezető Bizottsága (JB) terjesztette fel nemzetközi játékvezetőnek, a Nemzetközi Labdarúgó-szövetség (FIFA) 1984-től tartotta nyilván bírói keretében. Több nemzetek közötti válogatott és klubmérkőzést vezetett, vagy működő társának partbíróként, illetve 4. bíróként segített. A japán nemzetközi játékvezetők rangsorában, a világbajnokság sorrendjében  a 3. helyet foglalja el 2 találkozó szolgálatával. Az aktív nemzetközi játékvezetéstől 1994-ben búcsúzott.

#### Labdarúgó-világbajnokság

##### U20-as labdarúgó-világbajnokság
Szovjetunió rendezte az 5., az 1985-ös ifjúsági labdarúgó-világbajnokságot, ahol a FIFA JB bíróként alkalmazta.

###### 1985-ös ifjúsági labdarúgó-világbajnokság
| Időpont             | Helyszín               | Mérkőzés típusa              | Mérkőzés           | Eredmény | Nézők száma |
| ------------------- | ---------------------- | ---------------------------- | ------------------ | -------- | ----------- |
| 1985. augusztus 29. | Dinama Stadion, Minszk | csoportmérkőzés (C. csoport) | Ausztrália–Nigéria | 2 – 3    | 7000        |

---
A világbajnoki döntőkhöz vezető úton Mexikóba a XIII., az 1986-os labdarúgó-világbajnokságra valamint Olaszországba a XIV., az 1990-es labdarúgó-világbajnokságra a FIFA JB játékvezetőként alkalmazta. Selejtező mérkőzéseket az AFC és az OFC zónákban vezetett. A FIFA JB elvárása szerint, ha nem vezetett, akkor partbíróként tevékenykedett. 1983-ban két csoportmérkőzésen 2. számú besorolást kapott. 1990-ben két csoportmérkőzésen egyes számú besorolást kapott, játékvezetői sérülés esetén továbbvezethette volna a találkozót. Az egyik nyolcaddöntőben 2. számú pozícióban szolgált. Világbajnokságon vezetett mérkőzéseinek száma: 2 + 5 (partbíró).

##### 1986-os labdarúgó-világbajnokság

###### Selejtező mérkőzés
| Időpont         | Helyszín                | Mérkőzés típusa                    | Mérkőzés           | Eredmény | Nézők száma |
| --------------- | ----------------------- | ---------------------------------- | ------------------ | -------- | ----------- |
| 1985. május 19. | Olimpiai Stadion, Szöul | előselejtező (3. kör; B/1 csoport) | Dél-Korea–Malajzia | 2 – 0    | 45 780      |

###### Világbajnoki mérkőzés
A találkozón négy sárga és egy piros lapot mutatott fel, ami elfogadható fegyelmezési taktika. 
| Időpont          | Helyszín                       | Mérkőzés típusa              | Mérkőzés              | Eredmény | Nézők száma |
| ---------------- | ------------------------------ | ---------------------------- | --------------------- | -------- | ----------- |
| 1986. június 12. | Estadio Tecnológico, Monterrey | csoportmérkőzés (D. csoport) | Algéria–Spanyolország | 0 – 3    | 23 980      |

##### 1990-es labdarúgó-világbajnokság

###### Selejtező mérkőzés
| Időpont           | Helyszín                      | Mérkőzés típusa                   | Mérkőzés                       | Eredmény | Nézők száma |
| ----------------- | ----------------------------- | --------------------------------- | ------------------------------ | -------- | ----------- |
| 1989. január 13.  | Központi Stadion, Kuvaitváros | előselejtező (1. kör; 3. csoport) | Kuvait–Egyesült Arab Emírségek | 3 – 2    |             |
| 1989. március 12. | Labdarúgó Stadion, Sydney     | előselejtező (2. kör)             | Ausztrália–Új-Zéland           | 4 – 1    | 13 621      |
| 1989. március 30. | Városi Stadion, Latakia       | előselejtező (1. kör; 2. csoport) | Szíria–Szaúd-Arábia            | 0 – 0    |             |
| 1989. július 15.  | Városi Stadion, Senjang       | előselejtező (1. kör; 5. csoport) | Kína–Irán                      | 2 – 0    | 25 000      |

###### Világbajnoki mérkőzés
Nemzetközileg érett szakmai munkájának köszönhetően két sárga lap felmutatásával rendezte a fegyelmezetlenségeket.  
| Időpont          | Helyszín                         | Mérkőzés típusa              | Mérkőzés                            | Eredmény | Nézők száma |
| ---------------- | -------------------------------- | ---------------------------- | ----------------------------------- | -------- | ----------- |
| 1990. június 19. | Renato Dall'Ara Stadion, Bologna | csoportmérkőzés (D. csoport) | Jugoszlávia–Egyesült Arab Emírségek | 4 – 1    | 27 833      |

##### 1994-es labdarúgó-világbajnokság

###### Selejtező mérkőzés
| Időpont         | Helyszín              | Mérkőzés típusa           | Mérkőzés            | Eredmény |
| --------------- | --------------------- | ------------------------- | ------------------- | -------- |
| 1993. május 18. | Városi Stadion, Rijád | előselejtező (E. csoport) | Szaúd-Arábia–Kuvait | 2 – 0    |

#### Ázsia-kupa

##### Ázsia-kupa mérkőzés
| Időpont            | Helyszín                   | Mérkőzés típusa              | Mérkőzés                     | Eredmény | Nézők száma |
| ------------------ | -------------------------- | ---------------------------- | ---------------------------- | -------- | ----------- |
| 1984. december 4.  | Nemzeti Stadion, Szingapúr | csoportmérkőzés (A. csoport) | Szíria–Szaúd-Arábia          | 0 – 1    | 2000        |
| 1984. december 11. | Nemzeti Stadion, Szingapúr | csoportmérkőzés (B. csoport) | Kína–Egyesült Arab Emírségek | 0 – 3    | 5000        |
| 1984. december 16. | Nemzeti Stadion, Szingapúr | döntő                        | Szaúd-Arábia–Kína            | 2 – 0    | 26 000      |

#### Afrikai nemzetek kupája
Algéria rendezte a 17., az 1990-es afrikai nemzetek kupája labdarúgó tornát, ahol a CAF JB játékvezetőként foglalkoztatta.

##### 1990-es afrikai nemzetek kupája

###### Afrikai Nemzetek Kupája mérkőzés
| Időpont           | Helyszín                 | Mérkőzés típusa              | Mérkőzés         | Eredmény | Nézők száma |
| ----------------- | ------------------------ | ---------------------------- | ---------------- | -------- | ----------- |
| 1990. március 2.  | Július 5. Stadion, Algír | csoportmérkőzés (A. csoport) | Algéria–Nigéria  | 5 – 1    | 65 000      |
| 1990. március 12. | Július 5. Stadion, Algír | egyik elődöntő               | Algéria–Szenegál | 2 – 1    | 80 000      |

#### Olimpiai játékok
Az 1988. évi nyári olimpiai játékok labdarúgó tornájának végső szakaszán a FIFA JB bírói szolgálatra alkalmazta.

##### 1988. évi nyári olimpiai játékok
| Időpont              | Helyszín                | Mérkőzés típusa              | Mérkőzés              | Eredmény | Nézők száma |
| -------------------- | ----------------------- | ---------------------------- | --------------------- | -------- | ----------- |
| 1988. szeptember 17. | Városi Stadion, Gwangju | csoportmérkőzés (B. csoport) | Olaszország–Guatemala | 5 – 2    | 12 000      |

## Sportvezetői pályafutása
1996-tól a Japán Labdarúgó-szövetség Játékvezető Bizottságának elnöke. 2006-tól tiszteletbeli elnök. 1998-tól az Ázsiai Labdarúgó-szövetség (AFC) JB tagja.

## Szakmai sikerek
1996-ban a nemzetközi játékvezetés hírnevének erősítése, hazájában 10 éve a legmagasabb Ligában (osztályban) folyamatosan tevékenykedő, eredményes pályafutása elismeréseként, a FIFA JB felterjesztésére az 1965-ben alapított International Referee Special Award címmel és oklevéllel tüntette ki.